# Quintus Servilius Caepio (consul en -106)
Pour les articles homonymes, voir Servilius Caepio.
Quintus Servilius Caepio (ou encore, en français, Cépion) est un homme politique de la République romaine, consul pour l'an 106 av. J.-C. puis proconsul, il est un des responsables du désastre romain à Orange en 105 av. J.-C. Il est condamné plusieurs fois, pour son comportement précédant le désastre mais aussi pour avoir détourné l'« or de Toulouse », et il finit sa vie en exil.

## Famille
Il est membre de la famille patricienne des Servilii, qui occupent de hautes magistratures tout au long de la République romaine. 
Il est le fils de Quintus Servilius Caepio, consul en 140 et le neveu de Cnaeus Servilius Caepio, consul en 141 et censeur en 125 av. J.-C.
Il est le père de Quintus Servilius Caepio, qui épouse la fille de Marcus Livius Drusus et participe à la guerre sociale. Il est donc le grand-père de Servilia Caepionis, mère de Marcus Junius Brutus.

## Biographie

### Début de carrière
En 129 et 128, il est tribun militaire. Il sert sous le consul puis proconsul Manius Aquilius en Asie, où celui-ci est chargé d'achever la guerre contre Aristonicos, qui prétend au trône de Pergame.
En l'an 109, il est préteur puis il est propréteur les deux années suivantes en Hispanie ultérieure, à l'instar de son père,. Il obtient peut-être le triomphe pour ses opérations en Hispanie à la fin de l'année 107 si l'on en croit Valère Maxime,,,.

### Consulat (106)
En 106, il est consul avec Caius Atilius Serranus. Il soutient la politique anti-Gracques menée entre autres par les Caecilii Metelli et Marcus Aemilius Scaurus.
Durant son consulat, avec l'aide de l'orateur Lucius Licinius Crassus,, Cépion fait voter une loi créant des jurys mixtes pour le jugement des gouverneurs provinciaux dans les affaires de concussion, mêlant sénateurs et chevaliers,. La loi de Cépion est probablement une réaction de l'aristocratie sénatoriale à la commission créée en 109 par le tribun de la plèbe Caius Mamilius Limetanus, commission mise en place pour juger ceux qui, dans leurs ambassades ou leurs commandements, ont reçu de l'argent de Jugurtha. Cela faisait suite au fait que le roi numide a manifestement corrompu la majeure partie des envoyés sénatoriaux entre 116 et 110, dont plusieurs consulaires et probablement le princeps senatus Marcus Aemilius Scaurus,. La commission condamnera quatre consulaires : Lucius Opimius, chef d'une ambassade corrompue en 116, Caius Porcius Cato, consul en 114 et légat en Numidie vers 111/110, Lucius Calpurnius Bestia, consul en 111 et qui se laisse corrompre pour signer un simulacre de paix et Spurius Postumius Albinus, consul et commandant inactif de la guerre contre Jugurtha en 110,. La loi de Cépion sera abrogée peu après par Caius Servilius Glaucia, qui rétablit des jurys purement équestres, qu'avait institués Caius Gracchus.

### Proconsulat en Gaule (105)
Cépion est chargé de la Gaule narbonnaise, où il se rend peut-être dès son consulat, ou en tant que proconsul pour l'année 105. Les Tectosages se sont rebellés sur incitation des Cimbres et Cépion met le siège sur la capitale, Tolosa, dont il s'empare rapidement, et qu'il livre au pillage. Le butin est exceptionnel : 150 000 livres en barre d'or et 100 000 livres en barre d'argent. Seul l'argent arrive à Rome, l'« or de Toulouse » aurait été volé en cours de route et l'escorte massacrée. Proconsul de Gaule pour l'année 105, le commandement suprême dans la région revient au nouveau consul Cnaeus Mallius Maximus, un homo novus. Cépion refuse de reconnaître son autorité.
À la bataille d'Arausio, en 105, il refuse de coopérer avec son supérieur, allant même jusqu'à refuser d'être dans le même camp que lui. La défaite de l'avant-garde menée par le légat et consulaire Marcus Aurelius Scaurus ne le fait pas changer d'avis, et la crainte que cette mort fait naître chez Mallius, qui tente de rallier Cépion, ne fait que le renforcer dans son mépris envers le consul. Le 6 octobre 105, les deux généraux romains subissent la plus grave défaite de Rome depuis Cannes, plus de 80 000 soldats romains y sont tués, ainsi que 40 000 valets. Il n'y eut quasiment aucun survivant, si ce n'est le consul et le proconsul.

### Condamnations (105-103)
Les procédures entamées contre Cépion sont mal connues et les dates incertaines,. Elles s'inscrivent aussi dans un contexte politique particulièrement agité, opposant l'aristocratie sénatoriale conservatrice menée par les Caecilii Metelli et le princeps senatus Marcus Aemilius Scaurus, qui soutiennent une politique anti-gracchienne, et un certain nombre de tribuns de la plèbe populares sur lesquels s'appuie Caius Marius.
L'imperium proconsulaire de Cépion est abrogée par plébiscite, ce qui est historique,, probablement sur proposition du tribun de la plèbe Caius Norbanus nouvellement élu pour l'année à venir. Il est possible que ce soit lors des échauffourées survenues à la mise en accusation que le princeps senatus Marcus Aemilius Scaurus est blessé par des jets de pierre .
Une commission d'enquête est mise en place pour savoir ce qu'il est advenu de l'or de Toulouse. Cépion est vraisemblablement condamné, et ses biens confisqués,.
En 104, un autre tribun de la plèbe, Lucius Cassius Longinus, profitant de la situation politique, fait voter une loi excluant du Sénat de la République romaine ceux ayant été condamnés dans un procès en amende ou dont le peuple a abrogé le commandement, Cassius s'inspirant là d'une disposition prise par le passé par Caius Gracchus. Cépion se trouve donc chassé du Sénat en vertu de cette nouvelle lex Cassia,. Cassius vise peut-être Cépion quand il fait voter sa loi, mais, alors que Rome vient de connaître une série de graves échecs militaires, la loi vise plutôt à renforcer le contrôle du peuple sur les magistrats et les généraux. Fin 104 ou en 103, un tribun, Lucius Domitius Ahenobarbus, profite de cette nouvelle loi pour attaquer le princeps senatus Marcus Aemilius Scaurus, pour non-respect de certains rites, et Marcus Junius Silanus, consul en 109, pour avoir fait la guerre aux Cimbres sans en avoir reçu l'ordre du peuple romain et déclenché une série de désastres militaires. Le but étant probablement de faire exclure du Sénat les deux consulaires, mais c'est un double échec.
En 103, Cépion est accusé cette fois-ci de haute trahison pour sa conduite ayant mené au désastre de la bataille d'Orange. L'accusation est probablement menée par un des tribuns de l'année, Lucius Appuleius Saturninus, et Cépion est déchu de sa citoyenneté romaine, il doit payer 15 000 talents d'amende, et est condamné à l'exil,. Cnaeus Mallius Maximus est condamné pour haute trahison par une accusation menée par Saturninus et doit aussi s'exiler. Saturninus fait aussi passer une loi agraire en faveur des vétérans de Caius Marius, consul de 104 à 101 grâce notamment à Lucius Appuleius Saturninus et Caius Servilius Glaucia. Quintus Caecilius Metellus Numidicus, un des chefs de l'aristocratie sénatoriale conservatrice, notamment allié de Scaurus, tente lors de sa censure de 102 de faire exclure Saturninus et Glaucia du Sénat,.

### Exil (à partir de 103)
Cépion s'exile à Smyrne en Asie mineure, selon Cicéron, contemporain des évènements, où il passe le reste de sa vie,.
Valère Maxime rapporte ainsi la vie d'un Quintus Caepio : « Une brillante préture, un triomphe éclatant, l'honneur du consulat, la dignité de grand pontife lui valent le titre de protecteur du Sénat. Pourtant il rend le dernier soupir dans la prison publique et son corps déchiré par la main du bourreau et laissé sur les marches des Gémonies est pour tout le Forum l'objet d'un horrible spectacle ». Les seuls consuls portant ce nom sont son père et lui, mais aucun n'a été grand pontife. Il n'est pas fait mention du désastre d'Orange, et plutôt que de partir en exil, Cépion serait mort dans le Tullianum. Cependant, l'auteur antique se contredit dans une autre anecdote : « lorsque Cépion est jeté en prison comme responsable de la destruction de notre armée par les Cimbres et les Teutons. [...] [Un tribun de la plèbe] le délivre de prison [...] et l'accompagne même dans sa fuite », cette dernière version semble plus crédible.

### Sources modernes
- François Hinard (dir.), Histoire romaine : Des origines à Auguste, Fayard, 2000, 1075 p. (ISBN 978-2-213-03194-1)
- (en) T. Robert S. Broughton, The Magistrates of the Roman Republic : Volume I, 509 B.C. - 100 B.C., New York, The American Philological Association, coll. « Philological Monographs, number XV, volume I », 1951, 578 p.
- Jean-Louis Ferrary, Recherches sur la législation de Saturninus et de Glaucia, Mélanges de l'Ecole française de Rome, 91-1, 1979 (lire en ligne)
- Pierre Moret,  -106, main basse sur l'or de Tolosa, Éditions Midi-Pyrénéennes, Portet-sur-Garonne, 2021, 46 p.

### Sources antiques
- Aulu-Gelle, Nuits attiques, III, 9.
- Cicéron, Brutus, ch. 35, § 135; ch. 43, § 161 ; ch. 44, § 162 et 164 ; Pour Balbus, ch. 11.
- Dion Cassius, Frag, 97 à 99.
- Eutrope, Abrégé de l'histoire romaine, IV, 7 et 11.
- Florus, Histoire romaine, III, 3 à 19.
- Julius Obsequens, années -106 et -101.
- Justin, Histoire universelle (Abrégé des Histoires philippiques de Trogue Pompée), XXXII, 3.
- Paul Orose, Histoires contre les païens, V, ch. 15-16 et 25.
- Plutarque, Vie de Marius, 19 ; Vie de Sertorius, 3 ; Vie de Lucullus, 27.
- Salluste, Jugurtha, 114.
- Strabon, Géographie, IV.
- Tacite, Annales, XII, 60 ; Germanie, 37.
- Tite-Live, Periochae, LXVII.
- Valère Maxime, Actions et paroles mémorables, IV, 7, § 3 ; VI, 9, § 13.
- Velleius Paterculus, Histoire romaine, II, 12.